# Mercè Olivares Soler
Mercè Olivares Soler (l'Hospitalet de Llobregat, 20 d'agost de 1941) va ser una líder veïnal de Collblanc - la Torrassa durant la dictadura franquista i la transició espanyola.
L'octubre del 1977 va ser escollida membre del Comitè Central del PSUC fins al 1986 i del PCE entre 1978 i 1982. Després de ser candidata al Congrés dels Diputats a les primeres eleccions generals i a les municipals de l'1 de març del 1979, va ser escollida regidora del districte de Collblanc - la Torrassa com a responsable en temes socials i de sanitat, i exercí el càrrec de l'any 1979 al 1983.
És membre del Centre d'Estudis de l'Hospitalet (CELH), entitat de la qual ha estat vocal de la junta en diferents juntes directives des de 2002, i de Tres Quarts per Cinc Quarts - Espai de Debat, plataforma de reflexió i debat a l'Hospitalet, on també ha estat vocal de la junta directiva. I també de la plataforma Espai de Ciutadania. El 2019 el Consell de Síndics de l'Hospitalet, constituït el 2002 per iniciativa de diversos antics regidors de la ciutat, la va escollir com a presidenta de l'entitat.

## Biografia

### Joventut
Filla de militants anarcosindicalistes, els seus pares eren d'origen murcià i van arribar a Barcelona l'any 1919. Eren nou germans però només en van sobreviure quatre. El pare treballà de tramviaire i també el seu germà. El pare feu la guerra i patí els camps de concentració francesos. Va residir a diversos immobles de Collblanc - la Torrassa, i es va establir finalment a una planta baixa a la cruïlla del Carrer Mas amb Carrer Joventut.
Va començar a treballar de cosidora als 9 anys, quan també recollia escombraries per alimentar uns porcs que tenien a casa. Els estudis els feia a la nit. Als 14 anys va passar a treballar en una sastreria. En un dels pisos on cosia va conèixer el seu futur marit, Felip Gómez Crespí. També va adquirir consciència sobre el moviment socialista i sobre les injustícies laborals perquè en aquesta sastreria es reunien militants del Partit Socialista Unificat de Catalunya.
L'any 1967 va participar en una primera reunió de dones de l'Hospitalet. Eren una vintena de dones que es volien solidaritzar amb les companyes d'homes empresonats o activistes que sovint es quedaven soles quan aquests marxaven. De mica en mica es van introduir temes més enfocats a les dones, com l'ús dels anticonceptius i el dret a l'avortament, sovint de manera clandestina. Va participar en la creació de l'associació clandestina Moviment Democràtic de Dones, amb Montserrat Roig i Manuela Carmena.
Va participar activament en accions de suport a Comissions Obreres. Durant l'estiu del 1964 va anar a París acompanyant el seu marit a una reunió política del PSUC (Felip Gómez era responsable del comitè de Barcelona del PSUC) i hi va conèixer Gregori López Raimundo i Antoni Gutiérrez Díaz.

### Membre del Comitè Central del PSUC
L'any 1965 va entrar a la Comissió de Solidaritat on s'encarregava d'aconseguir fiances per als presos polítics, preparar paquets, coordinar els presos que es trobaven en presons més llunyanes i organitzar tancades per demanar l'amnistia. Va ser també en aquest context que es va començar a plantejar la reflexió feminista en el si del partit.
Va ser una de les fundadores de l'Associació de Veïns de Collblanc - la Torrassa, creada arran de la voluntat d'aprovar un pla urbanístic que amenaçava d'enderrocar molts edificis del barri. Més endavant va participar en les lluites de caràcter veïnal, com la de la conquesta del Parc de la Marquesa pel barri.
En aquest paper de lluitadora a favor dels drets de les dones va participar de les Primeres Jornades Catalanes de la Dona l’any 1976.
L'octubre del 1977 va ser escollida membre del Comitè Central del PSUC. Després de ser candidata al Congrés dels Diputats a les primeres eleccions generals i a les municipals de l'1 de març del 1979. Va ser escollida regidora de l'Ajuntament de l'Hospitalet, càrrec que ocupà entre els anys 1979 i1983. S'ocupà de temes de sanitat i va impulsar la creació de centres de planificació familiar municipals.
Sòcia activa i membre de la junta del Centre d'Estudis de l'Hospitalet durant molts anys. Al si d'aquesta entitat va ser una de les promotores, l'any 1994, del Grup l'Hospitalet Antifranquista, pioner del que després va anomenar-se Memòria històrica.
L'octubre de 2019 va ser escollida presidenta del Consell de Síndics de l'Hospitalet, l'associació d'antics regidors i regidores de l'Hospitalet.